# Irdyń
Irdyń (ukr. Ірдинь) – osiedle typu miejskiego na Ukrainie, w obwodzie czerkaskim, w rejonie czerkaskim, w hromadzie Biłozirja. W 2001 liczyło 1048 mieszkańców, spośród których 1001 wskazało jako ojczysty język ukraiński, 43 rosyjski, 2 białoruski, 1 polski, a 1 inny.